# Palazzetto dello Sport Gianni Asti

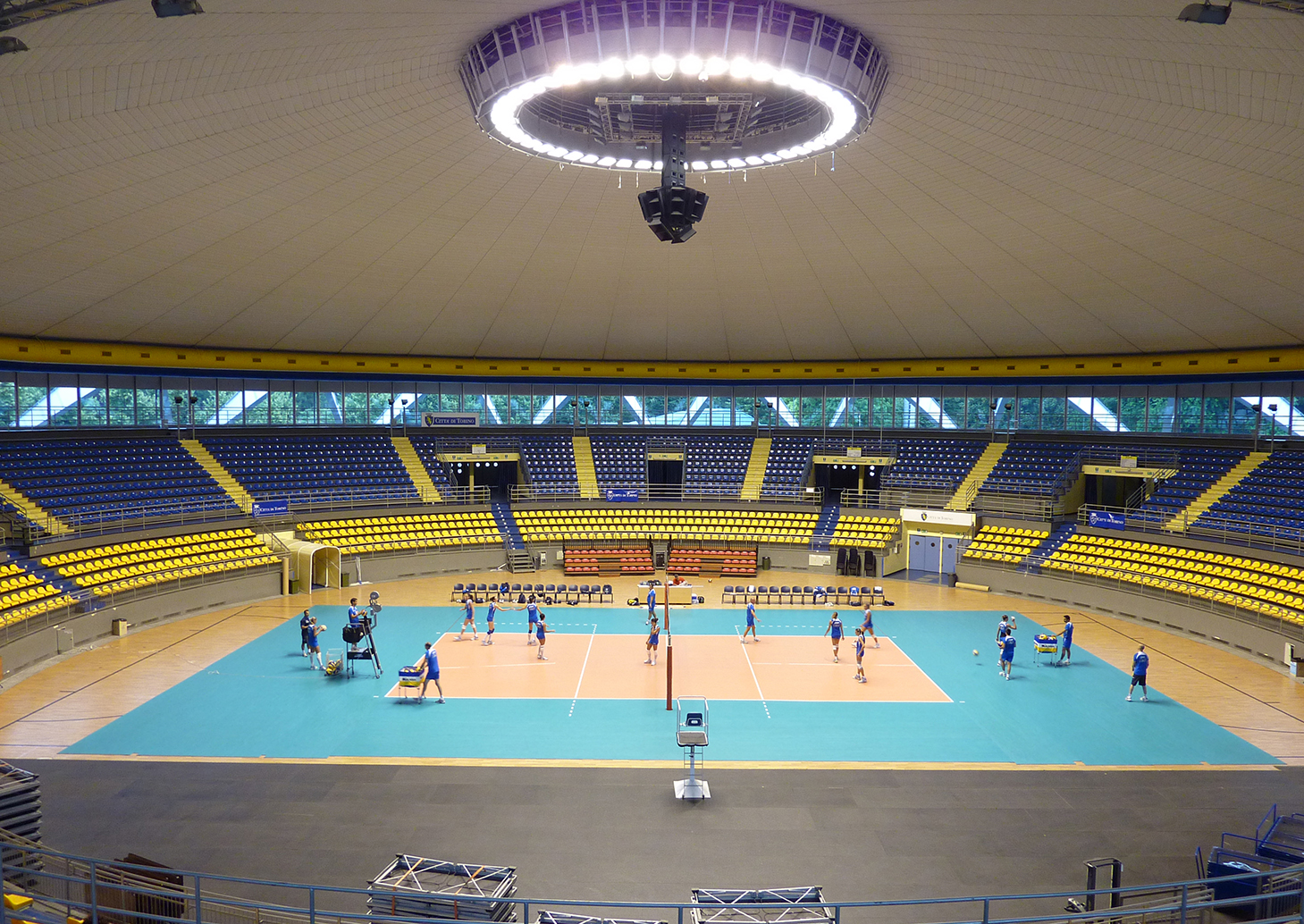
Vy från insidan

Palazzetto dello Sport Gianni Asti (tidigare PalaRuffini) är en inomhusarena i Turin, Italien. Arenan byggdes 1961 (för att stå färdig till Expo 1961). Arenan renoverades 2004 och används främst för basket och volleyboll samt för musikevenemang. Den har haft sitt nuvarande namn sedan 2019, då den namngavs efter den lokala baskettränaren Gianni Asti, som dött året innan.
Arenan kan ta 3 971 åskådare utan anpassningar och ytterligare 475 åskådare med mobila läktare. Den bildar tillsammans med Primo Nebiolo-stadion och Ruffiniparken ett sport- och parkområde. Den är (2023) hemmaarena för basketlaget Pallacanestro Torino, den har tidigare varit hemmaarena för basketlaget Auxilium Pallacanestro Torino och för volleybollaget Pallavolo Torino.